# 어글리돌
어글리돌(영어: Uglydoll)은 미국의 데이비드 호바스와 한국의 김선민씨가 만든 인형 및 피규어 브랜드이다. 매년 새로운 종류의 인형을 신상으로 내 놓고 있으며, 피규어 및 컵,액자 등의 잡화도 있다. 각 인형마다 성격과 이름도 존재한다.

## 역사
미국 남성 데이비드 호바스와 한국 여성 김선민은 1997년 파슨스 디자인 스쿨을 졸업했다. 이후 김씨가 한국으로 돌아가자 편지로 사랑을 나눴다. 호바스는 편지 하단에 늘 귀여운 캐릭터를 그려 넣었다. 김씨가 이들 캐릭터 가운데 하나를 손바느질로 인형으로 만들면서 2001년 어글리돌이 탄생하게 된 것이다.

## 출시 인형

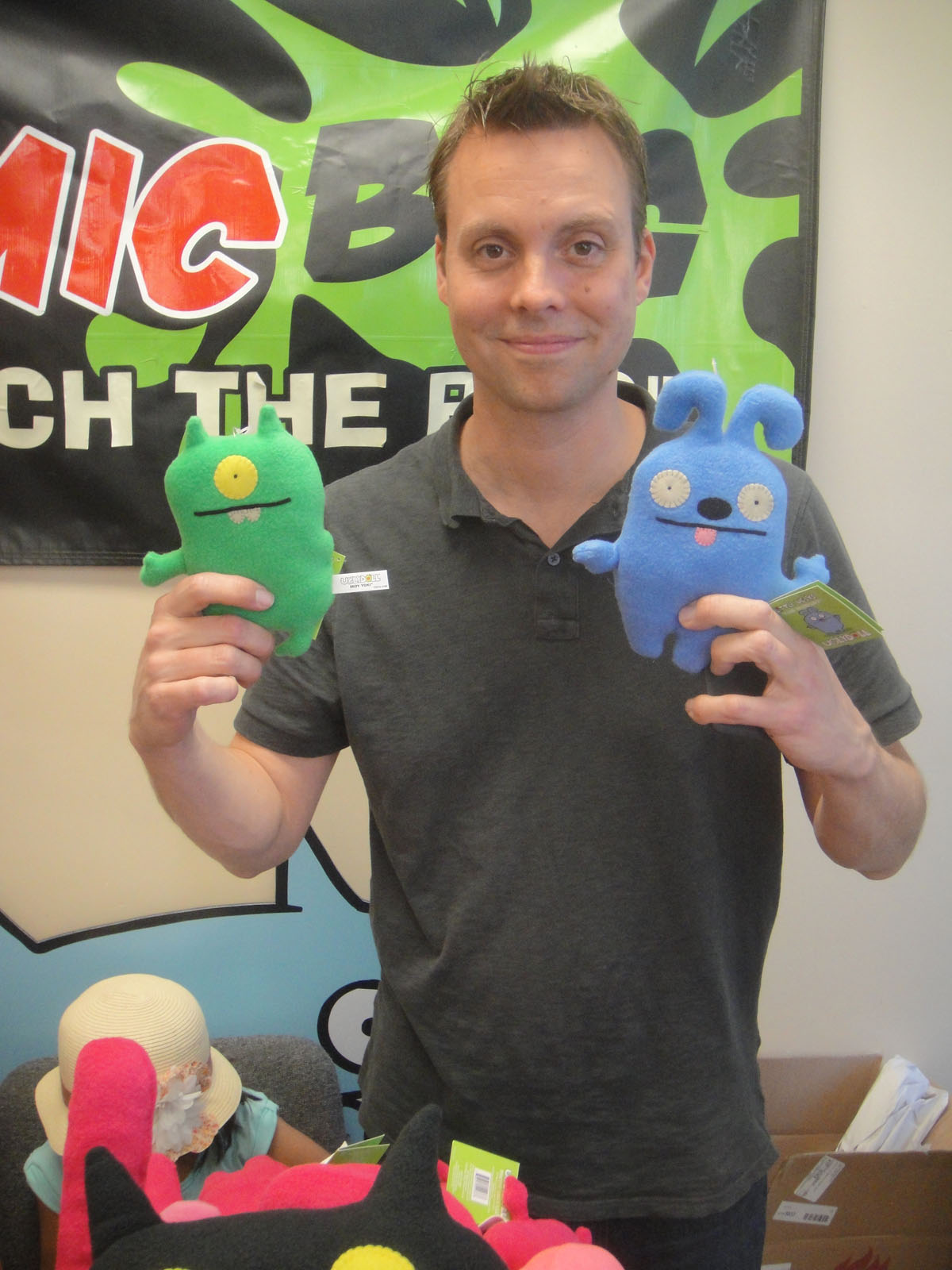
프리 코믹 북 데이에서의 데이비드 호바스

2002~2005
- 웨이지
- 바보
- 아이스뱃
- 타겟
- 지로
- 신코
- 코피
- 트레이
- 옥스
- 어글리돌
- 웨지헤드

2006
- 추카누카
- 밥 앤 빕
- 목시
- 피코

2007
- 아비마
- 빅토우
- 디어 어글리
- 게토 디럭스
- 투디
- 어글리독

2008
- 바보스 버드
- 플렁코
- 포
- 퍼글리
- 어글리 고스트

2009
- 트렁코
- 피 비
- 윙콜리나
- 미스터 카수기
- 미시즈 카수기
- 터니 버니
- 어피

2010
- 코지 몬스터
- 플랫우지
- 제이럼피
- 켓
- 마이너스
- 미즈
- 낸디 베어
- 닌자 베티 쇼군
- 픽시
- 포인티 맥스
- 툴룰루
- 어글리봇
- 위피

2011
- 배시시
- 브립
- 데이브 다링코
- 그루디
- 써디
- 어글리 찰리
- 브래드 럭
- 노피
- 퀴릿
- 싸워 콘
- 이코이 요키
- 제리 베리
- 썸브 크럼바
- 랭기스
- 글래노
- 레이 링코
- 졸탄 졸토
- 텁 누부리
- 힙 아이바이
- 니마
- 브립 드립
- 지커
- 크라우디
- 인드리드
- 제이 제이디지
- 빅 브래니
- 글래리 글렌
- 제이 베리
- 스몰 타이머
- 렉키

•소 그리노
2012
- 그래곤
- 소프티
- 플레터
- 리틀 밴트
- 핸섬 펜터
- 무버

2013
- 고스티
- 가씨
- 핫 풋
- 피쉬
- 취지
- 고저스
- 콜드 피트

## 한정판
2003-2006
- 그린 신코 - FAO 한정판 - 300개 입고
- 그린 웨이지 - 타워 레코드 한정판
- 블루 옥스 - 키드로봇 한정판 - 100개 입고
- 게이마 고 어글리돌 - 게이마 고 한정판 - 50개 입고 (수제)
- 그린 웨지헤드 - 슈퍼 7 한정판 - 100개 입고
- 핼러윈 아이스뱃 - 슈퍼 7 한정판 - 75개 입고
- 녹은 아이스뱃 - 자이언트 로봇 한정판- 200 입고
- 시니크 프리뷰 리틀 어글리돌 - SDCC 한정판
- 세일러 바보 - 어글리콘 1 한정판 - 50개 입고
- 시크릿 미션 어글리돌 - SDCC 한정판
- 빨간 이 웨지헤드 - 200개 입고

2007
- 아이스 럿지 어글리돌 - SDCC 한정판
- 아키바라 핑크 아이스뱃 - 100개 입고
- 파랑 아비마 - 100개 입고
- 아이스뱃 어글리콘 도쿄 컬렉션 - 4 컬러 - 각 25개 입고
- 포 어글리콘 3 NYC 컬렉션 - 8 컬러 - 각 25개 입고
- 세일러 포 - 25개 입고
- 히든 포 버라이에이션 - 25개 입고
- 배멀미 세일러 바보 - 100개 입고
- 슬리피 칠리 아이스뱃- 3 컬러 - 200개 입고
- 레드 아이스뱃 - InTheYellow 한정판 - 100개 입고

2009
- 콜디 홀디 아이스뱃 - FAO 한정판
- 퍼스트 메이트 트렁코 - SDCC 한정판
- 히든 포 - NYCC 한정판
- 옥스 컬렉션
- 핑크 켓 - Kitson 한정판

2010
- 빅토 컬렉션
- 블루 낸디베어 - 러닝 익스프레스 한정판
- 남색 캣 엣 나잇 - Kitson 한정판
- 오래된 아이스뱃 - 자이언트 로봇 한정판 - 300개 입고
- 빨강 플렛우지 - FAO 한정판
- 어글리콘 - SDCC 한정판

2011
- 어글리캣 - 일본 한정판
- 쿠키 드림 바보 - SDCC 한정판
- 쿠키 셰프 바보 - 성공 기념 한정판
- 홀리데이 어글리돌 - FAO/토이져러스 한정판

2012
- 10년 기념 웨이지
- 파워 바보 - SDCC 한정판

## 미생산 어글리돌
이 어글리돌은 김선민씨가 디자인했지만 생산되지는 않은 어글리돌 리스트이다.
- 비 피 (BeeFee)
- 올챙이 웨이지 (Tadpole Wage)
- 나디 (Nadi)
- 블랙 그래곤 (Black Gragon)
- 자카 (Zakka)
- 코일 (Coli)
- 바보 트레인 (Babo Train)
- 드래곤 캐쳐 (Dragon Catcher)
- 지로 주니어 (Jeero Junior)
- 투 두 (TooDoo)
- 부우부우 (Boo Boo)
- 스마티 팬츠 (Smartypants)
- 데이비드 호바스 & 선민 (David Horvath & Sun Min)
- 님머스 (Nimnus)

## 액션 피규어
2002 (크리터박스 7-8" 비닐)
- 웨이지
- 바보
- 아이스뱃
- 지로
- 옥스
- 웨지헤드
- 트레이
- 타겟
- 신코
- 어글리독 (개 밥그릇과 뼈다귀)

2009 (3" 비닐)
- 웨이지
- 바보
- 아이스뱃
- 지로
- 옥스
- 웨지헤드
- 레드투쓰 웨지헤드
- 야광 아이스뱃 라인 <

2010 (3" 비닐)
- 빅토
- 피코
- 포
- 트렁코
- 어글리독
- 어글리웜

2011 (3" 비닐)
- 바보스 버드
- 카이주 아이스뱃
- 켓
- 낸디베어
- 닌자 배티 쇼군
- 포인티 맥스